# Пинкус, Марк
Марк Пинкус (англ. Mark Jonathan Pincus, родился 13 февраля 1966 года) — американский предприниматель, один из основателей Zynga, компании-производителя браузерных игр. Марк Пинкус также основал компании Freeloader Inc., Tribe Networks и Support.com.
Он был генеральным директором Zynga, до июля 2013 года. В 2009 году он был назван «Генеральным директором года» на вручении премий The Crunchies technology awards. Годом позже, в 2010 году, он был назван «Основателем года».

## Ранние годы
Пинкус родился в Чикаго в еврейской семье. Вырос в районе Линкольн-парк. Отец, Теодор Пинкус (англ. Theodore Pincus), был бизнес-колумнистом и PR-консультантом по отношениям с общественностью, мать — архитектором.
В 1984 году окончил школу им. Фрэнсиса В. Паркера.
Получил степень бакалавра по экономике в Уортонской школе бизнеса и степень MBA в Гарвардской школе бизнеса.

## Карьера
До того как стать предпринимателем, Марк Пинкус шесть лет проработал в финансовой сфере и сфере венчурного капитала. После окончания Уортона он два года проработал в качестве финансового аналитика компании Lazard Freres & Co. Затем переехал в Гонконг, где два года работал в компании Asian Capital Partners в качестве вице-президента. Вернувшись в США, он поступил в Гарвардскую школу бизнеса. Лето 1992 года работал юристом в Bain & Company. В 1993 году окончил бизнес-школу и начал работать менеджером по корпоративному развитию в Tele-Communications Inc., сегодня AT&T Cable. Год спустя он перешёл на работу в качестве вице-президента, отвечающего за инвестиции в новые медиа и стартапы, в Columbia Capital.
В 1995 году Марк Пинкус вместе с Сунилом Полом основал свой первый стартап — Freeloader Inc., деньги в стартап инвестировали компании Flatiron Partners и Softbank. Через четыре месяца после получения первоначального финансирования компанию приобрела корпорация Individual Inc. за $38 млн. Позже Пинкус отмечал, что они поторопились с продажей.
В августе 1997 года он основал свою вторую компанию — Support.com. Компания стала публичной в июле 2000 года
. В 2002 году компания сменила название на SupportSoft Inc..
В 2003 году в возрасте 37 лет Марк Пинкус основал свой третий стартап — Tribe.net, одну из первых социальных сетей. Компании удалось привлечь венчурные инвестиции и удачно стартовать. Однако спустя некоторое время дела пошли не столь успешно, Пинкусу пришлось уйти с поста генерального директора и занять пост председателя правления. Это не помогло улучшить положение. Вновь возглавив компанию, Марк Пинкус переориентировал её на разработку ПО для частных социальных сетей. В конце концов компания была продана в 2007 году Cisco Systems.
Марк Пинкус инвестировал средства в такие компании, как Napster, Facebook, Friendster и Twitter.

### Zynga
В 2007 году Марк Пинкус стал одним из основателей компании Zynga и вплоть до июля 2013 года был её генеральным директором
Компания разрабатывает онлайн игры, в которые играют пользователи социальных сетей, включая Facebook, а также игры для мобильных устройств, в том числе для iPhone, iPad и устройств, работающих на Android. На начало 2013 года у компании было более 298 млн активных пользователей в месяц.
В октябре 2009 года Пинкус основал Zynga.org — независимую благотворительную организацию. На начало 2013 года она собрала более $15 млн.
После выхода на биржу Zynga постиг ряд неудач. В результате компания подешевела практически на 70 %.
В апреле 2013 Пинкус назначил себе годовую зарплату в $1 и попросил совет директоров освободить его от выплат любых бонусов и премий.
1 июля 2013 года он ушел с поста генерального директора, уступив его Дону Мэттрику (англ. Don Mattrick) из Microsoft.

### Reinvent Capital и SPAC
В 2018 году вместе с Ридом Хоффманом и Майклом Томпсоном Пинкус стал соучредителем инвестиционной компании Reinvent Capital, которая вкладывает средства в интернет-компании, программное обеспечение и медиа. Reinvent Capital сделала инвестиции в Zipline, goPuff, Dataminr, Nimble Robotics, Oscar Health, Lyft, all.Health, Convoy, SpaceX, и Aurora Innovation.
В сентябре 2020 года компания Reinvent запустила Reinvent Technology Partners (RTP) — компанию по приобретению специального назначения (SPAC), которая собрала 690 миллионов долларов в ходе своего первичного публичного предложения (IPO). В феврале 2021 года RTP объявила о слиянии с компанией Joby Aviation, пионером в области электрических вертикальных взлетно-посадочных аппаратов, оценив предприятие в 5 миллиардов долларов. Среди других инвесторов были Uber Technologies, The Baupost Group, BlackRock, Fidelity Management & Research и Baillie Gifford.

## Личное состояние
Накануне IPO Zynga в 2011 году Марк Пинкус впервые вошел в рейтинг миллиардеров с суммой в $2 млрд. Максимального размера стоимость акций ($14,69 за акцию) компании и состояние Пинкуса достигли в марте 2012 года. Однако после продажи Пинкусом 16 % своего пакета и ряда других событий акции значительно подешевели. В начале июля 2013 года они стоили по $3,07, а пакет Марка Пинкуса оценивался в $780 млн.

## Личная жизнь
Марк Пинкус проживает в Сан-Франциско с женой Эли Пинкус (в девичестве Гелб) и двумя дочерьми-близнецами.
Его жена — основатель One Kings Lane — сайта, где продается мебель и аксессуары для дома.